# أميليا بوينتون روبينسون
أميليا إيسادورا بلاتس بوينتون روبينسون (بالإنجليزية: Amelia Boynton Robinson) (من مواليد 18 أغسطس/ آب من عام 1911، وتوفّيت في 26 أغسطس/ آب من عام 2015)، ناشطة أمريكية وقائدة حركة الحقوق المدنيّة الأمريكيّة في مدينة سلما بولاية ألاباما، وهي إحدى الشخصيّات الرئيسيّة في المظاهرات التي اتّجهت من مدينة سلما إلى عاصمة ولاية ألاباما «مونتغومري». أصبحت بوينتون في عام 1984 عضواً مؤسّساً ونائب رئيس معهد شيلر التابع للناشط السياسيّ الأمريكي ليندون لاروش. حصلت في عام 1990  على ميداليّة مارتن لوثر كينغ الابن للحرّيّة. لعبت الممثّلة لورين توسان في عام 2014 دور أميليا بوينتون في فيلم سلما الذي أخرجته إيفا دوفيرني.

## الحياة المبكّرة
ولدت أميليا إيسادورا باتس في مدينة سافانا بولاية جورجيا الأمريكيّة في 18 أغسطس/ آب من عام 1911 لأبوين أفريقيّين أمريكيّين، وهما جورج بلاتس وآنّا إليزا بلاتس (كنيتها قبل الزواج كانت «هيكس»). امتلكت إيمليا أيضاً أصولاً ألمانيّة، وأصولاً تعود إلى قبيلة شيروكي. كان للكنيسة دوراً محوريّاً في تربية أميليا وإخوتها التسعة على حدّ سواء. اهتمّمت أميليا –في شبابها– بالحملات المطالبة بمنح حقّ الاقتراع للمرأة. شجّعت العائلة أبناءها على القراءة. قضت أميليا عامين اثنين في الكلّيّة الصناعيّة في ولاية جورجيا للملوّنين الشباب (التي كانت كلّيّة خاصّة بالسود الأفارقة، وتُعرف اليوم باسم جامعة سافانا الحكوميّة)، انتقلت فيما بعد إلى معهد توسكيجي (الذي يعرف الآن باسم جامعة توسكيجي)، وحصلت منه في عام 1927على درجة البكالوريوس في الاقتصاد المنزلي. درست بلاتس لاحقاً في جامعتي تينسي وفيرجينيا الحكوميّيتين، وفي جامعة تمبل أيضاً.

## الحياة المهنيّة والحقوق المدنيّة
درّست بلاتس في جورجيا، وانتقلت بعدها للعمل كموظّفة للعروض المنزليّة لدى وزارة الزراعة في الولايات المتّحدة الأمريكيّة (USDA) في مدينة سلما بمقاطعة دالاس. درّست بلاتس معظم السكّان القرويين في المقاطعة الإنتاجَ الغذائيّ، والتغذية والتصنيع، والرعاية الصحّيّة، والعديد من الموضوعات الأخرى المتعلّقة بالزراعة والتدبير المنزلي.
التقت أميليا بزوجها المستقبلي صاموئيل ويليام بوينتون في سلما، حيث كانت تعمل كمرشدة نطاقٍ في المقاطعة في فترة الكساد الكبير. تزوّجت أميليا من بوينتون في عام 1936 وأنجبت طفلين ذكرين اثنين وهما بيل الابن وبروس كارفر بيونتون. سُمّي الابن بروس كارفر بيونتون على اسم جورج واشنطن كارفر، وهو الأب الروحيّ له. تبنّت أميليا مع زوجها فيما بعد ابنتين اثنتبن وهما شارون (بلاتس) ساي، وجيرمين (بلاتس) باوزير. تعرّفت أميليا مع زوجها صاموئيل على العالِم المرموق جورج واشنطن كارفر في معهد توسكيجي الذي تخرّج منه كلّ منهما.
سجّلت أميليا في عام 1934 اسمها في قائمة المُصوتين، وهو ما كان –بالنسبة للأمريكيّين الأفارقة في ولاية ألاباما– أمراً في غاية الصعوبة، ويعود ذلك إلى الممارسات القائمة على التمييز بموجب قوانين الحرمان من التصويت المنصوصة دستوريّاً والتي اعتمدت في مطلع القرن. استبعدت هذه القوانين أغلبَ السود من الانخراط في الحياة السياسيّة للبلاد بشكل كامل لعقود من الزمن حتّى ستّينات القرن العشرين. كتبت أميليا بعد بضع سنوات مسرحيّة عنوانها «على مرّ السنين» بمساعدة الأخ (غير الشقيق) لأبيها روبيرت سمولز، وقصّت فيها سيرة صنع موسيقى روحانيّة وقصّة عبد سابق انتخب كعضو في الكونغرس خلال فترة إعادة الإعمار، كان الهدف من هذه المسرحيّة هو المساعدة في جمع الأموال الكافية لبناء مركز اجتماعيّ في مدينة سلما بولاية ألاباما. قابلت عائلة بوينتون القسّ مارتن لوثر كينغ الابن وزوجته كوريتا سكون كينغ في كنيسة سبيل ديكستر المعمدانيّة في مدينة مونتغومري في ولاية ألاباما حيث كان مارتن لوثر كينغ كاهناً فيها.
في عام 1958، كان ابن أميليا بروس بوينتون طالباً في كلّيّة الحقوق في جامعة هوارد عندما اعتُقل بتهمة التعدّي على ممتلكات الغير أثناء تسوّقه للطعام في القسم المخصّص للأشخاص من ذوي البشرة البيضاء في محطّة حافلات في مدينة ريتشموند عاصمة ولاية فرجينيا. أُدين بروس بوينتون في محكمة الولاية لارتكابه جنحة الاعتداء على ممتلكات الغير وفُرضت عليه غرامة ماليّة، القرار الذي استأنفه بروس بوينتن، ولكنّه خسر، إلى أن تمّت مرافعة القضيّة (التي حملت اسم بوينتون ضدّ فرجينيا) أمام المحكمة العليا للولايات المتّحدة الأمريكيّة من قبل المحامي ثوغرود مارشال، وتمّ حينها نقض قرارات المحكمة الدنيا.
توفّي صاموئيل بوينتون في عام 1963، في الزمن الذي كان يشهد تزايدا في النشاط في حركة الحقوق المدنيّة. جعلت أميليا من منزلها ومكتبها في سلما مركزاً لجلسات الكفاح الاستراتيجيّة لنيل الحقوق المدنيّة في المدينة، بما في ذلك حملتها في حقّ التصويت. رشّحت بوينتون نفسها في عام 1964 للكونغرس عن ولاية ألاباما، على أمل أن تشجّع على تسجيل السود وعلى إعطائهم حقّهم في التصويت. كانت بوينتون أوّل امرأة أفريقيّة أمريكيّة تترشّح لانتخابات الكونغرس الأمريكي عن ولاية ألاباما، وأوّل امرأة على الإطلاق تدخل في قائمة الانتخابات عن الحزب الديموقراطي في الولاية، وحصلت على 10% من الأصوات.
عملت بوينتون بين عامي  1964 و1965 مع مارتن لوثر كينغ، وديان ناش، وجيمس بيفل، وآخرين من مؤتمر القيادة المسيحيّة الجنوبي (SCLC) على التخطيط لمظاهرات مطالبة بإعطاء حقّ التصويت والحقوق المدنيّة. بالرغم من أنّ ما يقارب 50% من سكّان مدينة سلما هم من السود إلّا أنّ 300 شخصٍ منهم فقط كانوا يمتلكون حقّ التصويت في عام 1965 وذلك بعد مظاهرات عديدة اعتقل فيه الآلاف، أصبح عدد المسجّلين للتصويت بحلول شهر مارس/ آذار من عام 1966 بعد إصدار قانون حقّ التصويت لعام 1965، إحدى عشر ألفاً.

قدّمت أميليا بوينتون المساعدة في تنظيم مسيرة إلى مونتغومري بولاية ألاباما بمبادرة من جيمس بيفل في بداية عام 1965 وكان ذلك بهدف الاستمرار بالاحتجاج على التهميش والتمييز العنصري الذي يتعرّض له السود، انطلقت المسيرة في 7 مارس/ آذار من عام 1965. أصبحت هذه الفعّالية، التي قادها كلّ من جون لويس، وهوشع ويليامز، وبوب مانتس وشارك فيها روزا باركس وآخرون، تُعرف باسم «الأحد الدامي» وذلك بعد أن قامت شرطة الولاية وشرطة المقاطعة باعتراض المسيرة والاعتداء بالضرب على المتظاهرين بعد عبورهم جسر إدموند بيتس إلى داخل مقاطعة دالاس. تعرّضت بوينتون للضرب إلى أن فقدت وعيها، وانتشرت لها صورة تظهر فيها مستلقية على جسر إدموند بيتس حول العالم.
«بعد ذلك قاموا بالهجوم، أتوا من جهة اليمين، ومن جهة اليسار. صاح أحد الجنود» اهربوا«فقلت لنفسي» لماذا عساي أن أهرب؟«بعدها قام شرطيٌّ يمتطي جواداً بضربي على الجانب الخلفيّ من كتفي وبعد لحظة واحدة ضربني على الجزء الخلفيّ من الرقبة. فقدت الوعي.» أميليا بوينتون روبينسون في مقابلة أُجريت معها في عام 2014.
عانت بوينتون من حروق في الحنجرة بسبب استنشاقها للغاز المسيّل للدموع، ولكنّها عادت وشاركت في كلتا المسيرتين اللاحقتين، حيث قاد مارتن لوثر كينغ مظاهرة بعد يومين فقط من الأحد الدامي. عاد المتظاهرون أدراجهم بعد عبورهم لجسر بيتس. أخيراً وبعد الحصول على الحماية الفيدراليّة وانضمام آلاف المتظاهرين إلى المسيرة، انطلقت في 24 من مارس/ آذار مسيرة ثالثة وصلت إلى العاصمة مونتغومري بمشاركة 25 ألف شخص.
حرّضت أحداث الأحد الدامي والمظاهرات اللاحقة التي حدثت في مونتغومري وسائل الإعلام العالميّة والرأي العام العالميّ، وساهمت في إقرار قانون حقّ التصويت لعام 1965. كانت بوينتون ضيفة شرف في حفل توقيع قانون حقّ التصويت من قبل الرئيس ليندون جونسون ليصبح القانون ساري المفعول في شهر أغسطس/ آب من نفس العام.